# Bugarska nacionalna televizija
Bugarska nacionalna televizija (BNT) osnovana je 1959. godine. To je bio prvi televizijski servis za emitiranje na području Bugarske. BNT je nacionalna služba, javna televizija i komunikacijski operater. Kao javna televizija, glavna svrha BNT je dostaviti širok raspon vijesti i programa koji čuva publiku informiranom o važnim pitanjima i događajima na području politike, ekonomije, poslovanja, kulture, znanosti i obrazovanja. Kroz svoju programsku politiku, BNT štiti nacionalne interese i vrijednosti, znanosti i obrazovanja i predstavlja kulturnu baštinu svih bugarskih građana, bez obzira na njihovu etničku pripadnost. BNT ima obvezu proizvoditi široki spektar nacionalnih i regionalnih programa, uključujući one o drugim zemljama, društvima i kulturama diljem svijeta. Treba imati programe koji zadovoljavaju potrebe bugarskih državljana čiji materinski jezik nije bugarski, uključivanjem izvornih sadržaja na njihovim jeziku i programe koji drže Bugare koji žive u inozemstvu informiranim s događajima u njihovoj rodnoj zemlji. BNT je jedan od prvih bugarskih medija na internetu. Njihova mrežna stranica, bnt.bg, operativna je od kasnih 1990-ih.

## Povijest
BNT je osnovan 1959. godine kao prva javna televizija u Bugarskoj. Od 1990. imaju aktivnu internetsku stranicu (bnt.bg), a 1991. počeli su  1999. je napravljen kanal BNT World. Od 2010. godine na mrežnoj stranici gledateljima je pomoću klika na gumb omogućen prijenos uživo preko interneta (eng.: livestream). 2011. je pokrenut BNT 2. Trenutačno BNT emitira 4 TV kanala:
- BNT 1
- BNT 2
- BNT HD
- BNT World